# Type de chevaux
Un type de chevaux est un ensemble de chevaux défini selon des critères différents de ceux qui constituent une race. Ces critères peuvent reposer sur une apparence physique similaire, une adaptation à un usage, ou une adaptation à un environnement géographique. 
Il existe des registres de chevaux de couleurs, de chevaux de sport, et d'autres types de chevaux classés sur différents critères qui peuvent exclure notamment la morphologie. Les registres de type de chevaux sont utilisés dans le domaine de l'élevage équin afin de rassembler des chevaux sur ces critères.

## Définition
D'après la docteure en histoire grecque et romaine Carolyn Willekes, la distinction entre la notion de race de chevaux et la notion de type est importante. La notion de « race » dénote en effet une influence humaine importante sur la sélection de manière à obtenir des traits considérés comme désirables, particulièrement en matière de taille, de forme de la tête ou encore de couleur de robe. Ces traits n'améliorent pas forcément la capacité d'un cheval à survivre dans son environnement, et sont plutôt choisis en fonction de motifs économiques ou esthétiques. La sélection des races tend ainsi à rendre les chevaux encore plus dépendants de soins humains.
La notion de race revêt aussi un caractère exclusif, comme le dénote la présence de papiers d'identification et de marques. 
Willekes décrit le « type » comme un ensemble de chevaux réunis par une apparence physique similaire ou une adaptation à un usage particulier. Durant l'Antiquité, des types de chevaux sont ainsi distingués sur la base de leur adaptation à l'environnement.

## Registres de chevaux de couleur
Les registres de chevaux de couleur sont surtout une spécificité nord-américaine. Ils rassemblent des chevaux issus de diverses races, sur des critères de couleur de robe comme le pie, le crème, le palomino et le buckskin. Parmi les registres de chevaux de couleur figurent :
- Palomino
- Pinto

## Registres de chevaux par discipline
Il existe un registre spécifique au cheval de saut d'obstacles, créé par le haras de Zangersheide. Son but est, à terme, de donner naissance à une race sélectionnée sur cette discipline. En France, l'Autre que pur-sang est un registre destiné aux chevaux qui ne sont pas des Pur-sangs, mais qui participent tout de même à des courses hippiques.
- Autre que pur-sang
- Zangersheide

## Types de chevaux par origine géographique
- American Indian Horse
- Cheval ibérique